# Hillbilly-Elegie (Film)
Hillbilly-Elegie ist ein Filmdrama von Ron Howard, das am 24. November 2020 in das Programm von Netflix aufgenommen wurde. Der Film basiert auf dem autobiografischen Roman/Sachbuch Hillbilly Elegy: A Memoir of a Family and Culture in Crisis des amtierenden Vizepräsidenten der USA JD Vance und erzählt die Geschichte einer ursprünglich aus Kentucky stammenden Familie über drei Generationen. Bei der Oscarverleihung 2021 folgten zwei Nominierungen, darunter für Nebendarstellerin Glenn Close.

## Handlung
Der Film erzählt die Geschichte von JD Vance in einer nichtlinearen Erzählweise. Die folgende Zusammenfassung stellt die Handlung in chronologischer Reihenfolge dar.
JD Vance wächst in den 1990er Jahren in Middletown, Ohio, auf. Seine Mutter Beverly („Bev“) kämpft mit einer Drogenabhängigkeit und instabilem Verhalten, was das Familienleben für JD und seine ältere Schwester Lindsay belastet. Nach einem Streit während einer Autofahrt droht Bev, das Fahrzeug absichtlich zu verunglücken, und greift JD an, woraufhin er in ein nahegelegenes Haus flüchtet. Bev verfolgt ihn, bricht die Tür auf und zwingt ihn mitzukommen. Um ihre Verhaftung zu verhindern, lügt JD vor der Polizei. Kurz darauf verstirbt sein Großvater Papaw. Bev verliert schließlich ihren Job aufgrund ihres erratischen Verhaltens und des Diebstahls von Medikamenten während der Arbeitszeit, was zu einem öffentlichen Zusammenbruch führt. Nachdem sie mehrere Beziehungen eingeht, heiratet sie ihren Vorgesetzten, bleibt jedoch drogenabhängig.
JD verbringt viel Zeit mit seiner Großmutter Bonnie („Mamaw“) Vance, die versucht, ihrer Tochter zu helfen und für ihre Enkel da zu sein. Um Bev vor einer Kündigung zu bewahren, überredet Mamaw JD, ihr sauberen Urin für einen Drogentest zu besorgen. Als Mamaw mit einer Lungenentzündung ins Krankenhaus eingeliefert wird, gerät JD zunehmend auf die schiefe Bahn. Mit seinem Stiefbruder und dessen Freunden konsumiert er Alkohol und Drogen und begeht Vandalismus, bis sie Mamaws Auto zu Schrott fahren. Lindsay informiert Mamaw, woraufhin diese das Krankenhaus verlässt und JD zu sich nimmt.
Mamaw bemüht sich, JD auf den richtigen Weg zu bringen. Als er beim Diebstahl eines grafikfähigen Taschenrechners erwischt wird, macht sie ihm deutlich, dass er die Chance hat, seinem Leben eine positive Wendung zu geben. JD erkennt ihre Bemühungen und beginnt, sich in der Schule anzustrengen. Er nimmt eine Arbeitsstelle an und verbessert seine Noten. Später tritt er dem United States Marine Corps bei. Nach Mamaws Tod kehrt er nach Hause zurück und dient anschließend im Irak. Nach seiner Militärzeit nutzt er das „New GI Bill“-Programm, um ein Studium zu beginnen.
Im Jahr 2011 arbeitet JD in drei Jobs, um sein Jurastudium an der Yale University zu finanzieren. Er bewirbt sich für ein Sommerpraktikum in Washington, D.C., zusammen mit seiner Freundin Usha. Kurz vor einem entscheidenden Vorstellungsgespräch erfährt er, dass Bev eine Überdosis Heroin genommen hat. JD reist nach Middletown, um eine Entzugsklinik für seine Mutter zu finden, kann sie jedoch nicht überzeugen, sich behandeln zu lassen. Nachdem ihr Freund sie aus der Wohnung wirft, bringt JD sie in einem Motel unter. Dort findet er sie beim Heroin-Konsum vor, entreißt ihr die Nadel und fleht sie an, nicht aufzugeben. Schließlich überlässt er sie der Obhut von Lindsay und kehrt nach New Haven zurück. Während der Fahrt hält ihn Usha telefonisch wach. Am Morgen trifft er rechtzeitig zu seinem Bewerbungsgespräch ein.
Ein Epilog informiert darüber, dass JD sein Studium in Yale abschließt und seine Memoiren veröffentlicht. Er heiratet Usha, mit der er Kinder bekommt, und zieht nach Ohio, um in der Nähe seiner Familie zu leben. Seine Mutter Bev ist inzwischen seit sechs Jahren drogenfrei.

## Autobiografische Vorlage
„Früher konnten die ‚Hillbillys‘, die weißen Fabrikarbeiter, darauf hoffen, zu Wohlstand zu schuften. Doch spätestens gegen Ende des 20sten Jahrhunderts zog der Niedergang der alten Industrien ihre Familien in eine Abwärtsspirale, in der sie bis heute stecken.“

Der Film basiert auf dem autobiografischen Roman/Sachbuch von J. D. Vance mit dem Titel Hillbilly-Elegie: Die Geschichte meiner Familie und einer Gesellschaft in der Krise (Originaltitel Hillbilly Elegy: A Memoir of a Family and Culture in Crisis), der im Juni 2016 bei Harper & Row veröffentlicht wurde und im gleichen Jahr in der Top 10 der Nonfiction Books of 2016 des Time Magazines landete. Auf Deutsch erschien das Buch 2017 unter dem Titel Hillbilly-Elegie beim Ullstein Verlag.

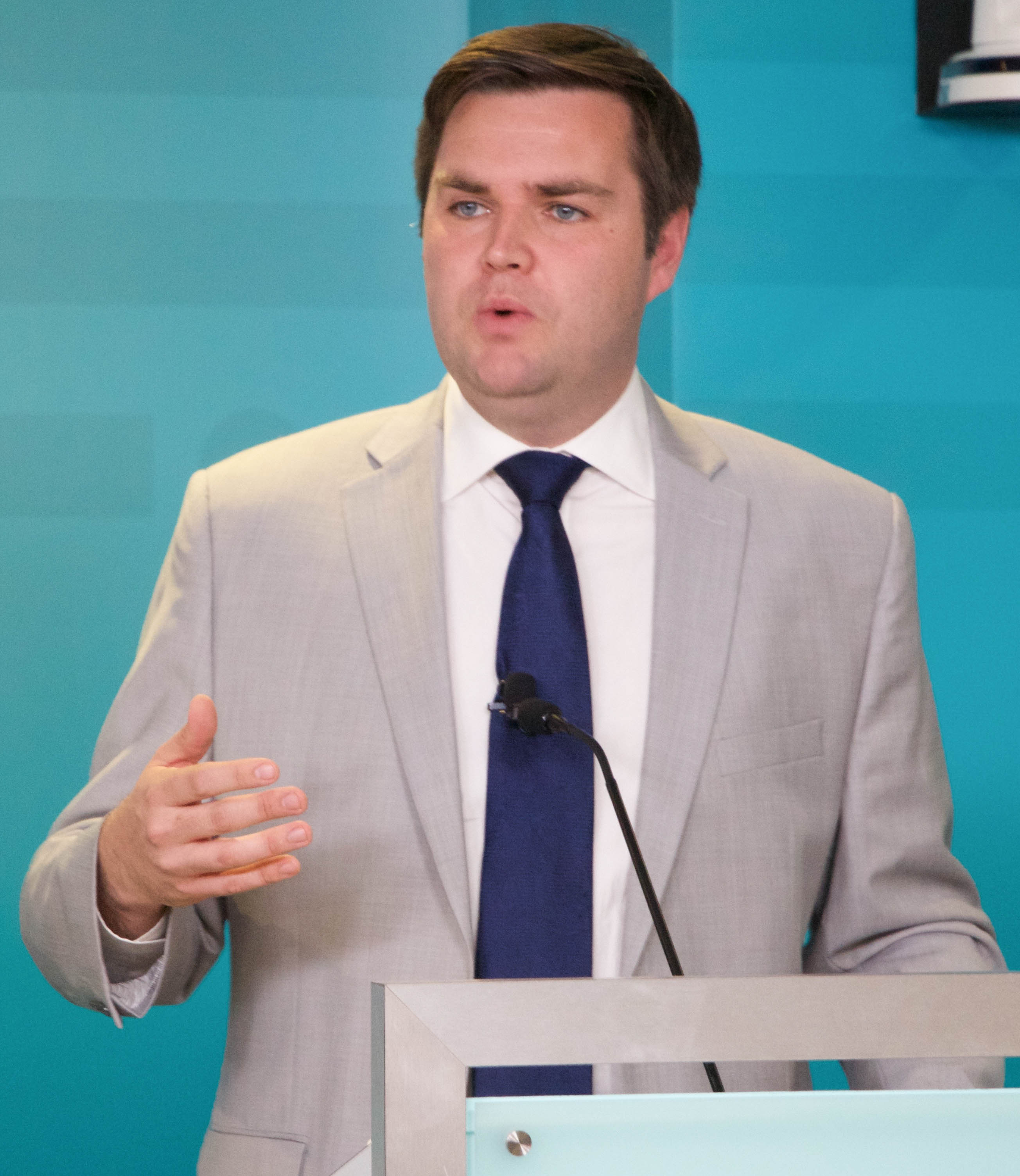
J. D. Vance, der Autor von Hillbilly Elegy

## Produktion

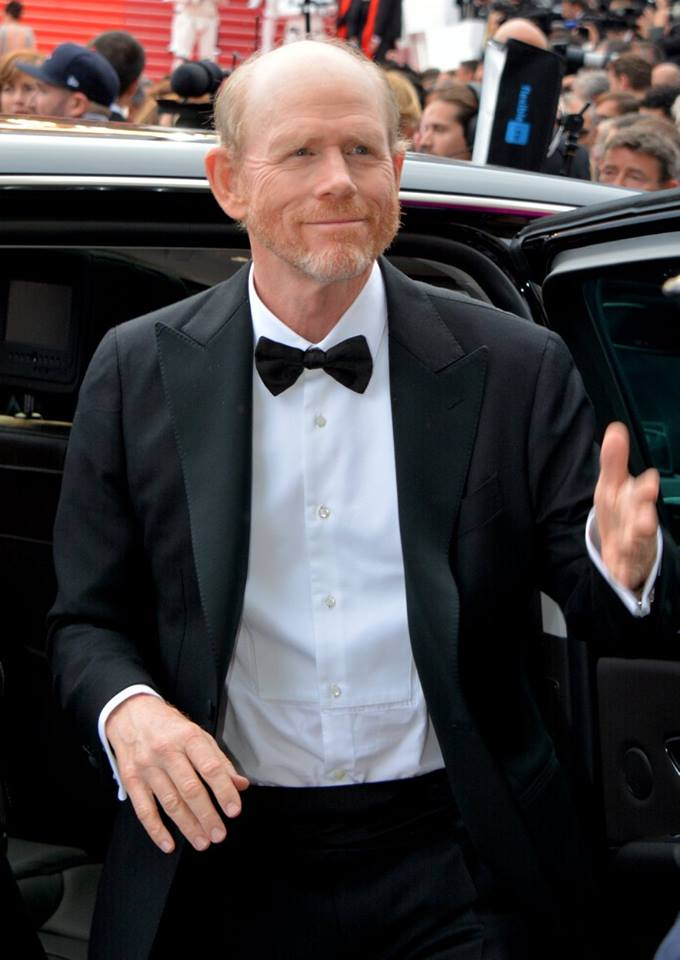
Regie führte Ron Howard

J. D. Vance autobiografisches Werk wurde von Vanessa Taylor für den Film adaptiert, die für ihre Arbeit an Shape of Water eine Oscar-Nominierung erhalten hatte. Oscar-Preisträger Ron Howard führte Regie.
Owen Asztalos spielt den jungen J.D. Vance, der als Erwachsener von Gabriel Basso gespielt wird, der vor allem durch seine Rolle von Martin in Super 8 bekannt wurde. Amy Adams übernahm die Rolle von Vances Mutter Bev, Glenn Close spielt Mamaw, die ihn großgezogen hat. Als jüngere Frau wird Mamaw von Sunny Mabrey gespielt. Bo Hopkins spielt Papaw. In weiteren Rollen sind Haley Bennett als Lindsay, Freida Pinto als Usha, Chase Anderson als Brett und Jesse C. Boyd als Matt zu sehen.
Die Dreharbeiten fanden in Ohio und in Georgia statt, so unter anderem Mitte Juni 2019 im Clayton County und in North Druid Hills. Außenaufnahmen entstanden in Macon und in Middletown, wo Vance aufgewachsen war. Als Kamerafrau fungierte die Französin Maryse Alberti.
Die Filmmusik komponierten David Fleming und Hans Zimmer, mit dem Howard zuletzt für Inferno zusammenarbeitete. Das Soundtrack-Album mit insgesamt elf Musikstücken wurde am 20. November 2020 von Milan Records als Download veröffentlicht und soll Anfang Dezember 2020 auch in physischer Form erscheinen.
Mitte Oktober 2020 wurde ein erster Trailer vorgestellt. Der Film kam am 11. November 2020 in die US-Kinos und wurde am 24. November 2020 in das Programm von Netflix aufgenommen.

## Rezeption

### Altersfreigabe
In den USA erhielt der Film von der MPAA ein R-Rating, was bedeutet, dass unter 17-jährige nur in Begleitung eines Erwachsenen in die Kinos kamen. In Deutschland wurde der Film von der FSK ab 16 Jahren freigegeben.

### Kritiken
Von den bei Rotten Tomatoes aufgeführten Kritiken sind 25 Prozent positiv. Vom Publikum wurde Hillbilly-Elegie mit 82 Prozent weitaus besser bewertet.
Laut Metacritic, das auf der Grundlage von 43 Kritikern eine gewichtete Durchschnittsbewertung von 38 von 100 berechnete, erhielt der Film „allgemein unvorteilhafte Kritiken“.
The Independent berichtete, dass der Film weithin dafür kritisiert wurde, „Stereotypen über die Armen aufrechtzuerhalten“. Katie Rife von The A.V. Club nannte es „Potenzporno aus dem Nichts“ und sagte, dass es „die Stereotypen verstärkt, die es eigentlich beleuchten soll.“
Owen Gleiberman von Variety schrieb: „Solange Close eine preiswürdige Leistung zeigt (ihre Darstellung ist tatsächlich ziemlich akribisch), ist Hillbilly Elegy immer lebendig. Amy Adams liefert selbst einige Vorzeigeschauspielerleistungen ab, aber so geschickt ihre Darstellung auch ist, sie bringt uns nie dazu, Bev mit Mitleid und Schrecken anzusehen.“ Für IndieWire gab David Ehrlich dem Film ein „C−“ und schrieb: „Hillbilly Elegy hängt von Mamaws Hoffnung ab, dass sie ihre Familie besser zurücklässt, als sie sie vorgefunden hat, und es ist klar, dass Vances Geschichte diesen Wunsch fast schon erfüllt, sobald der Film beginnt. Aber der Prozess, ihm dabei zuzusehen, wie er seine Verluste hinter sich lässt und sich wieder seinem eigenen Erfolg widmet, wird auf eine Weise dargestellt, die nicht nur dramatisch extrem unbefriedigend ist, sondern auch auf der an der Grenze zum Soziopathischen.“
Peter Travers von Good Morning America fand Closes Leistung „sensationell“, schloss jedoch: „Mit einer stärkeren Betonung der Einfachheit statt Hollywood-Angeberei wäre Hillbilly Elegy vielleicht mehr als eine verpasste Gelegenheit gewesen.“ In ihrer positiven Kritik lobte Sandra Hall von The Sydney Morning Herald Howards „High-End-Marke des kommerziellen Filmemachens“ und meinte, er verdiene „Beifall allein dafür, dass er Close mit ihrem Reichtum an Vorstellungskraft und Technik eingeladen hat, uns alles zu geben, was sie hat“.  Richard Roeper von der Chicago Sun-Times gab dem Film perfekte 4 von 4 Sternen und lobte die „außergewöhnliche Arbeit“ von Adams und Close, wobei er Adams als „Tour de Force“ und Close als „meisterhaft, leinwandbeherrschend, absolut perfekt“ beschrieb.
Brian Viner von Daily Mail schreibt, auch wenn die ersten Kritiken überwiegend negativ waren und Ron Howard der Geschichte J. D. Vance’ womöglich ein wenig zu viel Hollywood-Glanz verpasst habe, seien die beiden Stars Glenn Close und Amy Adams gut besetzt. Insgesamt beschreibt er Hillbilly-Elegie: „Dieser Film ist wie Die Waltons auf Crack.“
J. D. Vance äußerte sich positiv zur Verfilmung seiner Autobiografie. Er lobte insbesondere Regisseur Ron Howard sowie die schauspielerische Leistung von Amy Adams und Glenn Close und erwähnte, dass seine Familienmitglieder besonders erfreut waren, wie originalgetreu Glenn Close Mamaw porträtierte.

### Streaming-Erfolg 2024
Nachdem J. D. Vance Mitte Juli 2024 auf dem Parteitag der Republikaner an der Seite Donald Trumps zum Kandidaten für die Vizepräsidentschaft für die Anfang November anstehende Präsidentschaftswahl gekürt worden war, stiegen die Abrufe des Films bei Netflix um bis zu 1180 Prozent an. Hillbilly-Elegie gelangte daraufhin in den USA unter die zehn beliebtesten Filme des Streaminganbieters, mehr als dreieinhalb Jahre nach seiner Veröffentlichung.

### Auszeichnungen
Mehrfach für Filmpreise berücksichtigt wurde unter anderem Glenn Close für ihre Nebenrolle der Mamaw. Neben Nominierungen für den Oscar und Golden Globe Award gelangte sie aber auch unter die Nominierten für die Negativ-Auszeichnung Goldene Himbeere. Im Folgenden eine Auswahl von Nominierungen und Auszeichnungen.
Artios Awards 2021
- Nominierung in der Kategorie Big Budget – Filmdrama[23]

British Academy Film Awards 2021
- Nominierung für das Beste Make-up und die besten Frisuren[24]

Critics’ Choice Movie Awards 2021
- Nominierung als Beste Nebendarstellerin (Glenn Close)
- Nominierung für das Beste Make-up und die besten Frisuren[25]

Golden Globe Awards 2021
- Nominierung als Beste Nebendarstellerin (Glenn Close)[26]

Goldene Himbeere 2021
- Nominierung für die Schlechteste Regie (Ron Howard)
- Nominierung für das Schlechteste Drehbuch (Vanessa Taylor)
- Nominierung als Schlechteste Nebendarstellerin (Glenn Close)[27]

Make-Up Artists and Hair Stylists Guild Awards 2021
- Nominierung für das Beste historische Make-up (Eryn Krueger Mekash, Jamie Hess, Devin Morales & Jessica Gambardella)
- Nominierung für die Besten Make-up-Spezialeffekte (Eryn Krueger Mekash, Matthew Mungle & Jamie Hess)
- Nominierung für die Besten historischen Frisuren (Patricia Dehaney, Tony Ward, Martial Corneville & Stacey Butterworth)[28]

Oscarverleihung 2021
- Nominierung als Beste Nebendarstellerin (Glenn Close)
- Nominierung für das Beste Make-up und die besten Frisuren (Eryn Krueger Mekash, Matthew Mungle und Patricia Dehaney)

San Francisco Film Awards 2020
- Auszeichnung mit dem Award for Acting (Glenn Close)[29]

Screen Actors Guild Awards 2021
- Nominierung als Beste Hauptdarstellerin (Amy Adams)
- Nominierung als Beste Nebendarstellerin (Glenn Close)[30]

Set Decorators of America Awards 2021
- Nominierung für das Beste Szenenbild in einem zeitgenössischen Film (Merissa Lombardo & Molly Hughes)[31]

Sunset Circle Awards 2020
- Nominierung als Beste Schauspielerin (Glenn Close)
- Nominierung als Beste Nebendarstellerin (Amy Adams)
- Nominierung als Bestes Schauspielensemble[32]

## Synchronisation
Die deutsche Synchronisation entstand nach einem Dialogbuch von Tobias Neumann und der Dialogregie von Martin Schmitz im Auftrag der FFS Film- & Fernseh-Synchron GmbH, Berlin.
| Darsteller        | Sprecher                 | Rolle                  |
| ----------------- | ------------------------ | ---------------------- |
| Amy Adams         | Giuliana Jakobeit        | Bev                    |
| Glenn Close       | Kerstin Sanders-Dornseif | Mamaw                  |
| Gabriel Basso     | Max Felder               | J.D. Vance             |
| Helen Abell       | Nurcan Özdemir           | Cheryl                 |
| Zele Avradopoulos | Almut Zydra              | Frau am Pool           |
| Owen Asztalos     | Tim Daxelhofer           | J.D. Vance (jung)      |
| Keong Sim         | Rainer Fritzsche         | Ken                    |
| Haley Bennett     | Magdalena Turba          | Lindsay                |
| Mike Senior       | Samuel Zekarias          | Officer #1             |
| Bo Hopkins        | Bodo Wolf                | Papaw                  |
| Mary Kraft        | Ilka Teichmüller         | Rezeptionistin         |
| Stephen Kunken    | Peter Flechtner          | Roseman                |
| Chris Charm       | Rüdiger Kluck            | Tankstellenmitarbeiter |
| Morgan Gao        | Oliver Szerkus           | Travis                 |
| Freida Pinto      | Laurine Betz             | Usha Vance             |